# NGC 1020
NGC 1020 é uma galáxia lenticular (S0) localizada na direcção da constelação de Cetus. Possui uma declinação de +02° 13' 52" e uma ascensão recta de 2 horas, 38 minutos e 44,3 segundos.
A galáxia NGC 1020 foi descoberta em 15 de Janeiro de 1865 por Albert Marth.